# Алі Карімі
Алі Карімі (перс. علی کریمی, нар. 8 листопада 1978, Кередж) — іранський футболіст, що грав на позиції півзахисника.
Виступав, зокрема, за клуб «Баварія», а також національну збірну Ірану.
Чемпіон Німеччини. Дворазовий володар Кубка Німеччини. 

## Клубна кар'єра
Народився 8 листопада 1978 року в місті Кередж. Вихованець футбольної школи клубу «Фатх» (Тегеран).
У дорослому футболі дебютував 1998 року виступами за команду клубу «Персеполіс», в якій провів три сезони, взявши участь у 68 матчах чемпіонату. 
Протягом 2001—2005 років захищав кольори команди клубу «Аль-Аглі» (Дубай).
Своєю грою за останню команду привернув увагу представників тренерського штабу клубу «Баварія», до складу якого приєднався 2005 року. Відіграв за мюнхенський клуб наступні два сезони своєї ігрової кар'єри. За цей час виборов титул чемпіона Німеччини, ставав володарем Кубка Німеччини.
Згодом з 2007 по 2013 рік грав у складі команд клубів «Катар СК», «Персеполіс», «Стіл Азін», «Шальке 04» та «Персеполіс».
Завершив професійну ігрову кар'єру у клубі «Трактор Сазі», за команду якого виступав протягом 2013—2014 років.

## Виступи за збірну
У 1998 році дебютував в офіційних матчах у складі національної збірної Ірану. Протягом кар'єри у національній команді, яка тривала 15 років, провів у формі головної команди країни 125 матчів, забивши 39 голів.
У складі збірної був учасником кубка Азії з футболу 2000 року у Лівані, кубка Азії з футболу 2004 року у Китаї, на якому команда здобула бронзові нагороди, чемпіонату світу 2006 року у Німеччині, кубка Азії з футболу 2007 року у чотирьох країнах відразу.

## Титули і досягнення

### Командні
- Чемпіон Німеччини (1):

«Баварія»: 2005–06
- Володар Кубка Німеччини (2):

«Баварія»: 2005–06
«Шальке 04»:  2010–11

### Збірні
- Переможець Азійських ігор: 1998
- Переможець Чемпіонату Західної Азії: 2000, 2004
- Бронзовий призер Кубка Азії: 2004

### Особисті
- Футболіст року в Азії: 2004
- Найкращий бомбардир Кубка Азії: 2004 (5 м'ячів)